# Чернинський заказник
Чернинський зака́зник — об'єкт природоохоронного фонду Київської області, ландшафтний заказник місцевого значення, що розташований на теренах Вищедубечанської сільської ради і Сувидської сільської ради Вишгородського району. Створений за рішенням 35 сесії Київської обласної ради V скликання від 21 жовтня 2010 року в основному для збереження орнітологічного комплексу лісово-болотяного масиву.

## Загальні відомості
Землекористувачем території є Державне підприємство «Вищедубечанське лісове господарство». Заказник простягається вздовж східного берегу Київського водосховища і західної межі Чернігівської області, де розташовується найбільше в Київській області низинне болото Видра, на основі якого створено гідрологічний заказник і чия південно-східна частина збереглась у значній мірі в природному стані. Його збереженню сприяє розміщення на прилеглих землях Чернігівської області військового навчального центру «Десна», що повністю зупинило господарську діяльність на даних теренах. Статут заказника передбачає заборону проведення меліоративних робіт, забудови, сільськогосподарського обробітку земель, заготівлю рослин, але не передбачає припинення чи обмеження вирубок лісу. На прилеглих теренах Чернігівської області розташовано Регіональний ландшафтний парк «Міжрічинський» площею 80 000 га, а у Київській області Журавлиний заказник, створений 1994 на площі 399,7 га, Дніпровсько-Деснянський ландшафтний заказник національного значення, що був створений 1980 на площі 1 400 гектарів. Після створення Чернинського заказника 2010 розглядається можливість створення на їхній основі Національного природного парку «Дніпровсько-Деснянський».
Площа заказника 3 134,3 га. Заказник розташований у межиріччі Дніпра та Десни, де його основну частину складають комплекси заплавного лісу, лісо-лучні та болотні масиви, що служать для природного поповнення рік водою.
Наукове обгрунутвання створення заказника підготовлено експертами Ukrainian Nature Conservation Group.

## Опис
Заказник було створено на основі масиву лівобережного поліського низового болота «Видра». За радянських часів було спрямлено русло річки посеред болота задля його меліорації, що призвело до його часткового осушення. В останні десятиліття відбувається вторинне заболочення ділянок з потенційною можливістю повного відновлення всього комплексу болота. Вторинному заболоченню сприяє високий рівень ґрунтових вод завдяки наявності поряд Київського водосховища та створення бобрами численних загат на протоках.

### Флора
На теренах заказника знаходяться різноманітні екотипи болотяної і лісової рослинності. Болото Видра глибше у південній частині і більш заросле у північній, де значна його частина оточена заболоченим лісостаном вільховим, вербово-вільховим і покрито осоково-очеретяними, очеретяними асоціаціями. На вологих ділянках, болотах можна зустріти півники болотні, вербозілля звичайне, плакун верболистий, самосил часниковий, сідач конопляний та рідкісна верба розмаринолиста. У менш зволоженій частині зустрічаються поодинокі березами, чия кількість збільшується по мірі зменшення вологості ґрунту.
Біля менш зволоженої північної частини болота на сухих ділянках зустрічається поєднанням соснових, мішаних і листяних лісів. Особливо цінними є листяні ліси з поєднанням кленово-грабово-дубовим, де зустрічаються 100-150-річні дуби, ясени, клени, липи серцелистої, берези повислої, вільха. У них в трав'яному ярусі в одній з дібров можна зустріти червонокнижні ведмежа цибуля, у решті коручка чемерникоподібна, пальчатокорінник м'ясо-червоний, пальчатокорінник травневий, одну з трьох популяцій на Київщині зозулиних черевичків. Серед домінуючої анемона жовтецева можна зустріти конвалію, веснівку дволисту, купину, суниці лісові, дзвоники персиколисті, хвилівник звичайний, вороняче око.

### Фауна
На заболочених теренах заказника зустрічаються червонокнижні комахи: стрічкарка блакитна, джміль яскравий, махаона, вусач мускусний; 9 видів амфібій, з яких прудка жаба (Rana dalmatina Fitzinger in Bonaparte, 1839), тритон гребінчастий, кумка жовточерева перебувають під охороною міжнародної Червоної книги, а кумка червоночерева, райка деревна, часничниця звичайна, зелена ропуха, жаба гостроморда, ящірка прудка, болотна черепаха під захистом Бернської конвенції, (ЧС МСОП (NT), вуж, гадюка, мідянка звичайна, веретільниця ламка, ящірка живородна.
Завдяки мисливському господарству «Ошитки», який займається підгодівлею тварин, у заповіднику помічено значну кількість кабанів, лосів. Зареєстровано декілька рисей, вовків. Тут стрічаються колонії бобрів, видра річкова, вивірки, ондатра, заєць сірий, лісова куниця, сарна європейська, європейський олень.
Під захистом природоохоронної міжнародної конвенції перебуває 75 видів птахів, що становлять найбільш чисельну і основну охоронну групу заказника. Доволі велику частку птахів складають рідкісні та зникаючі види. З хижих птахів зустрічаються сова болотяна, сова вухата, канюк, яструб великий, підорлик, чорний шуліка, шуліка рудий, очеретяний лунь, орлан-білохвіст, тетерук, погонич. Найбільш поширеними є види, притаманні заростям очерету звичайного і чагарникам — очеретянки, кропив'янки, деркач, водяний пастушок, куріпка сіра. Трапляються мородунка, чорний дятел, рябогруда кропив'янка (Sylvia nisoria), мухоловка білошия, сорокопуд сірий, мартин звичайний, крячок чорний, кобилочка солов'їна, вівсянка звичайна, соловейко східний.
Найбільшу цінність на теренах заказника мають обмежені до десятка пар популяції чорного лелеки, сірого журавля, змієїда, занесених до Червоної книги України.